# Vankse
Vankse est un village de la commune et du comté de Rapla, en Estonie.
Entre 1991 et 2017 (jusqu’à la réforme administrative des municipalités estoniennes), le village était situé dans la commune de Juuru.